# Universidad Federal de Espírito Santo
La Universidade Federal do Espírito Santo (UFES) es una institución controlada indirectamente por el gobierno federal de brasileño de enseñanza superior con sede en la ciudad de Vitoria, Espíritu Santo, Brasil. En los rankings nacionales e internacionales de la última década, se sitúa, ascendentemente, como la mejor universidad de su estado y una de las mejores del país.

## UFES en números
La UFES tiene 100 cursos de graduación presencial, con un total de 5.004 cupos anuales. En la posgraduación, posee 62 de maestría y 32 de doctorado. Posee un total de 1.780 profesores titulares, 1.928 técnicos administrativos, 20.467 estudiantes inscritos en la graduación presencial y en la modalidad a distancia, y 4 mil en la posgraduación. En la investigación científica y tecnológica la UFES posee cerca de 5.500 proyectos en andamiento y en extensión universitaria, desarrolla 851 proyectos y programas que abarcan todos los municipios del estado capixaba, contemplando cerca de 2 millones de personas. Los datos se refieren al año 2020, medidos por la Pro-Rectoria de Planeamiento y Desenvolvimiento Institucional (Proplan). La institución posee 4 campus universitarios, en Goiabeiras y Maruípe, Vitória, y en los municipios de Alegre, en el sur del estado y São Mateus, en el norte capixaba, con un área territorial de 13,8 millones de metros cuadrados. Su infraestructura física global es de 302,5 mil metros cuadrados de área construida.

## Rankings
En la Clasificación académica de universidades del THE de 2021, la Universidad Federal de Espírito Santo figuró entre las mejores universidades del mundo, siendo reconocida como la segunda universidad brasileña más bien movilizada en el impacto para cumplir los Objetivos de Desarrollo Sostenible de la Organización de las Naciones Unidas (ONU), solamente atrás de la Universidad de São Paulo (USP). En ese mismo año, por la clasificación  Webometrics Ranking of World Universities, la universidad capixaba alcanzó la posición número 16 entre todas las 2.608 instituciones de enseñanza superior brasileñas públicas y privadas.

## Organización
La Universidad Federal do Espírito Santo está organizada administrativamente de la siguiente forma: Rectoría, seis prorrectorías, 10 centros de enseñanza, tres consejos superiores, una superintendencia, tres secretarías, y 11 órganos suplementarios.

### Rectoría
La Rectoría es el órgano ejecutivo máximo de la universidad, y es responsable por planear, administrar, coordinar y fiscalizar todas las actividades de la institución, además de firmar convenios y asociaciones para visibilizar proyectos relacionados con la política universitaria, de modo que puedan garantizar el desarrollo y la visibilidad de las actividades académicas.
La gestión administrativa de Ufes es ejecutado por la Rectoría e instrumentalizado por las prorrectorías – Administración; Extensión; Gestión de Personas y Asistencia Estudiantil; Grado; Investigación y Post-Grado; y Planificación y Desarrollo Institucional –, por la Superintendencia de Cultura y Comunicación, además de las secretarías Comunicación, Cultura y de Relaciones Internacionales.

### Prorrectorías
Las prorrectorías operacionalizan la gestión de la universidad, dando soporte administrativo y académico a la Rectoría, cada cuál en su respectiva área y con atribuciones específicas. Las prorrectorías de Ufes son las siguientes:
- Administración[11]
- Extensión[12]
- Gestión de Personas y Asistencia Estudiantil
- Grado
- Planificación y Desarrollo Institucional[13]
- Investigación y Post-Grado

### Centros de Enseñanza
Los centros de enseñanza son unidades académico-administrativas que reúnen cursos y departamentos de una misma área del conocimiento. Cada centro posee un director y un vicedirector – con mandatos de cuatro años – además del Consejo Departamental, que es compuesto por los jefes de cada departamento. Cabe a los centros de enseñanza el desarrollo de las actividades de enseñanza, investigación y extensión, en articulación con los cursos de grado y las coordinaciones de los programas de posgrado. La Ufes posee 11 centros divididos en 4 campus:

#### Goiabeiras
- Centro de Artes (CAr)[14]
- Centro de Ciencias Exactas (CCE)[15]
- Centro de Ciencias Humanas y Naturales (CCHN)[16]
- Centro de Ciencias Jurídicas y Económicas (CCJE)[17]
- Centro de Educación (CE)[18]
- Centro de Educación Física y Deportes (CEFD)[19]
- Centro Tecnológico (CT)[20]
- Superintendencia de Educación a Distancia (SEAD)[21]

#### Maruípe
- Centro de Ciencias de la Salud (CCS)[22]

#### São Mateus
- Centro Universitario del norte de Espírito Santo (CEUNES)[23]

#### Alegre
- Centro de Ciencias Exactas, Naturales y de la Salud (CCENS)[24]
- Centro de Ciencias Agrárias e Ingenierías (CCAE)[25]

### Departamentos
El departamento es la base de la estructura académica de la universidad. Él reúne los profesores por área de conocimiento y actividades-fines, sea en la enseñanza, en la investigación y en la extensión. Todos los profesores y estudiantes pertenecen a un departamento. Los estudiantes participan de la administración del departamento por medio de representantes electos en la proporción de un quinto del total de sus miembros. La elección del jefe de departamento es realizada en una reunión en que cada miembro tiene un voto, inclusive la representación estudiantil. El mandato del jefe de departamento es de un año. Todos los departamentos están vinculados, por afinidad temática, a un Centro de Enseñanza.

### Colegiados
Cada curso de grado de  Ufes es coordinado por un Colegiado que reúne profesores de cada departamento y representantes estudiantes matriculados en el respectivo curso. El responsable por el Colegiado es el coordinador, a quien compite, de entre varias actividades, programar semestralmente la oferta de disciplinas para el curso, además de orientar el alumno en las cuestiones relacionadas con su vida académica.

### Consejos superiores

#### Conselho Universitario (Consuni)
El Consuni es el órgano superior deliberativo y consultivo de Ufes en materia de política universitaria, administrativa, financiera y de planificación. Está compuesto por el rector, que lo preside, por la vicerrectora, por los directores de los centros de enseñanza, por los prorrectores de Administración y de Planificación y Desarrollo Institucional, por el director del Hospital Universitario Cassiano Antonio Moraes, y por representantes del cuerpo docente, técnico-administrativo y estudiantes de la universidad. Los miembros del Consejo se reúnen en sesiones ordinarias, en fechas prefijadas, una vez por mes. Para cada miembro del consejo hay un suplente.

#### Conselho de Ensino, Pesquisa e Extensão (Cepe)
El Cepe es el órgano central de Ufes para actuar en cuestiones de supervisión de enseñanza, de investigación y de extensión, con funciones deliberativas y consultivas. Está formado por 33 miembros y sus respectivos suplentes. Los miembros del Cepe se reúnen, ordinariamente, dos veces por mes. O Cepe es presidido por el rector; y también está compuesto por la vicerrectora; por dos representantes de los profesores de cada centro de enseñanza; por los prorrectores de grado, de extensión, y de investigación y postgrado; por dos representantes del o cuerpo técnico-administrativo y por seis de los estudiantes.

#### Conselho de Curadores (CUr)
El CUr es o órgano deliberativo y consultivo en materia de fiscalización económico-financiera. Acompaña y fiscaliza la ejecución del presupuesto de la Universidad por medio de documentación a él encaminada por el Departamento de Contabilidad y Finanzas (DCF) y por las Unidades Descentralizadas (Centros de Enseñanza). Tiene la responsabilidad de aprobar los balances financieros mensuales de la prestación de cuentas de la Universidad presentada por el rector, para que al fin sea enviada a la Secretaría Federal de Control de la Controladoría da União (CGU). El consejo está  formado por un presidente, un vicepresidente y por representantes de los profesores de Ufes – elegidos por el Consuni y por el Cepe – un representante del Ministerio de Educación (MEC), un de la comunidad, un del cuerpo técnico-administrativo, y un de los estudiantes.

### Superintendencia de Cultura y Comunicación
A Supecc es un  órgano vinculado a la Administración central con la función de articular, proponer, coordinar, ejecutar y supervisar las acciones desarrolladas por la universidad en las áreas de cultura y de comunicación. La Supeec está ubicada en el primer piso del edificio de la Administración Central (Rectoría), no campus de Goiabeiras, Vitória. Vinculadas a la Supecc están las secretarías de Cultura y la de Comunicación.

### Secretarías
Son unidades administrativas vinculadas a la Administración Central que ejecutan actividades específicas en una determinada área considerada relevante para la vida académica. La Ufes posee tres secretarías:
- Comunicación[26]
- Cultura[27]
- Relaciones Internacionales[28]

### Órganos Complementarios
Las actividades de la Universidad son complementadas por los siguientes órganos:
- Biblioteca Central
- Hospital Universitário Cassiano Antonio Moraes (Hucam)
- Instituto de Inovação Tecnológica (Init)
- Instituto de Odontología (Ioufes)
- Instituto Tecnológico (Itufes)
- Núcleo de Assessoria Jurídica e Auditoria Interna (Audin)
- Núcleo de Processamento de Dados (NPD)
- Prefeitura Universitária
- Rádio e Televisão Universitária

## Campi
- Campus Goiabeiras: Donde se encuentra la mayoría de los cursos ofrecidos por UFES y es la Sede de la Universidad.
- Campus Maruípe: Donde se ubican los cursos del área de salud y también el HUCAM (Hospital Universitário Cassiano Antônio Moraes) u Hospital das Clínicas.
- Campus Alegre (CCA): Centro de Ciencias Agrarias. destinado a las áreas de las Ciencias Agrarias como el proprio nombre dice.
- Campus São Mateus: CEUNES - Centro Universitario Norte do Espírito Santo. El CEUNES es una unidad de enseñanza descentralizada de UFES, y posee una unidad de investigación en su campus - la Hacienda Experimental - donde son realizadas investigaciones en las áreas ambiental, agricultura y Agronomía.